# Melanoxanthus comptus
Melanoxanthus comptus is een keversoort uit de familie kniptorren (Elateridae). De wetenschappelijke naam van de soort is voor het eerst geldig gepubliceerd in 1928 door Van Zwaluwenburg.